# Grecia
Grecia – miasto w Kostaryce, w prowincji Alajuela.

## Transport

### Transport drogowy
Przez miasto Grecia przebiegają następujące drogi krajowe:
- Droga krajowa nr 107
- Droga krajowa nr 118
- Droga krajowa nr 154
- Droga krajowa nr 771